# Ashinkailepas kermadecensis
Ashinkailepas kermadecensis is een rankpootkreeftensoort uit de familie van de Eolepadidae. De wetenschappelijke naam van de soort is voor het eerst geldig gepubliceerd in 2009 door Buckeridge.